# Cyperus diurensis
Cyperus diurensis är en halvgräsart som beskrevs av Johann Otto Boeckeler. Cyperus diurensis ingår i släktet papyrusar, och familjen halvgräs. Inga underarter finns listade i Catalogue of Life.